# Santa Cruz de Marchena
Santa Cruz de Marchena é um município da Espanha, na província de Almería, comunidade autónoma da Andaluzia. Tem 20 km² de área e em 2021 tinha 203 habitantes (densidade: 10,2 hab./km²). Pertence à comarca de Alpujarra Almeriense.